# Dennis Gentenaar
Dennis Gentenaar (Nimega, Países Bajos, 30 de septiembre de 1975-) es un exfutbolista neerlandés, que jugaba como portero. Su primer equipo fue el NEC Nijmegen.

## Clubes
| Club              | País         | Año       |
| ----------------- | ------------ | --------- |
| NEC Nijmegen      | Países Bajos | 1995-2005 |
| Borussia Dortmund | Alemania     | 2005-2006 |
| Ajax Ámsterdam    | Países Bajos | 2006-2009 |
| VVV-Venlo         | Países Bajos | 2009-2012 |
| Almere City       | Países Bajos | 2012-2013 |
| NEC Nijmegen      | Países Bajos | 2013-2014 |

## Palmarés

### Campeonatos nacionales
| Título                        | Club           | País         | Año  |
| ----------------------------- | -------------- | ------------ | ---- |
| Supercopa de los Países Bajos | Ajax Ámsterdam | Países Bajos | 2006 |
| Copa de los Países Bajos      | Ajax Ámsterdam | Países Bajos | 2007 |